# Grand Prix Hassan II 2011 - Qualificazioni singolare
Le qualificazioni del singolare  del Grand Prix Hassan II 2011 sono state un torneo di tennis preliminare per accedere alla fase finale della manifestazione. I vincitori dell'ultimo turno sono entrati di diritto nel tabellone principale. In caso di ritiro di uno o più giocatori aventi diritto a questi sono subentrati i lucky loser, ossia i giocatori che hanno perso nell'ultimo turno ma che avevano una classifica più alta rispetto agli altri partecipanti che avevano comunque perso nel turno finale.
Il tabellone e gli incontri disputatisi per le qualificazioni al tabellone principale del torneo di Casablanca sono i seguenti.

## Giocatori

### Teste di serie
1. Michail Kukuškin (ultimo turno)
2. Jurij Ščukin (secondo turno)
3. Conor Niland (ultimo turno)
4. Daniel Muñoz de la Nava (secondo turno)

1. Vincent Millot (secondo turno)
2. Martin Kližan (primo Turno, ritirato)
3. Peter Luczak (secondo turno)
4. Jan Hernych (primo turno)

### Qualificati
1. Sergio Gutiérrez-Ferrol
2. Gerard Granollers Pujol

1. Andrej Kuznecov
2. Nicolas Devilder

## Tabellone

### 1ª sezione
|  | Primo turno      | Primo turno             | Primo turno      | Primo turno | Primo turno |  |  | Secondo turno           | Secondo turno           | Secondo turno           | Secondo turno           | Secondo turno |   |   | Ultimo turno | Ultimo turno     | Ultimo turno | Ultimo turno | Ultimo turno |  |
|  |                  |                         |                  |             |             |  |  |                         |                         |                         |                         |               |   |   |              |                  |              |              |              |  |
|  | 1                | Michail Kukuškin        | Michail Kukuškin | 6           | 6           |  |  |                         |                         |                         |                         |               |   |   |              |                  |              |              |              |  |
|  |                  | Michael Kohlmann        | Michael Kohlmann | 1           | 2           |  |  | 1                       | Michail Kukuškin        | 6                       | 1                       | 6             |   |   |              |                  |              |              |              |  |
|  | Colin Fleming    | Colin Fleming           | Colin Fleming    | 4           | 3           |  |  |                         | Mehdi Ziadi             | 4                       | 6                       | 4             |   |   |              |                  |              |              |              |  |
|  | Mehdi Ziadi      | Mehdi Ziadi             | Mehdi Ziadi      | 6           | 6           |  |  |                         |                         |                         |                         |               |   |   | 1            | Michail Kukuškin | 67           | 6            | 64           |  |
|  | Dieter Kindlmann | Dieter Kindlmann        | 3                | 6           | 2           |  |  |                         |                         |                         | Sergio Gutiérrez-Ferrol | 7             | 4 | 7 |              |                  |              |              |              |  |
|  | Andrej Kumancov  | Andrej Kumancov         | 6                | 4           | 6           |  |  | Andrej Kumancov         | Andrej Kumancov         | Andrej Kumancov         | Andrej Kumancov         |               |   |   |              |                  |              |              |              |  |
|  |                  | Sergio Gutiérrez-Ferrol | 6                | 4           |             |  |  | Sergio Gutiérrez-Ferrol | Sergio Gutiérrez-Ferrol | Sergio Gutiérrez-Ferrol | Sergio Gutiérrez-Ferrol | w/o           |   |   |              |                  |              |              |              |  |
|  | 6                | Martin Kližan           | 2                | 1           | r           |  |  |                         |                         |                         |                         |               |   |   |              |                  |              |              |              |  |

### 2ª sezione
|  | Primo turno             | Primo turno             | Primo turno             | Primo turno | Primo turno |  |  | Secondo turno           | Secondo turno           | Secondo turno           | Secondo turno           | Secondo turno |   |   | Ultimo turno          | Ultimo turno          | Ultimo turno | Ultimo turno | Ultimo turno |  |
|  |                         |                         |                         |             |             |  |  |                         |                         |                         |                         |               |   |   |                       |                       |              |              |              |  |
|  | 2                       | Jurij Ščukin            | Jurij Ščukin            | 6           | 6           |  |  |                         |                         |                         |                         |               |   |   |                       |                       |              |              |              |  |
|  |                         | Stefan Koubek           | Stefan Koubek           | 4           | 4           |  |  | 2                       | Jurij Ščukin            | 65                      | 6                       | 4             |   |   |                       |                       |              |              |              |  |
|  | Roberto Bautista Agut   | Roberto Bautista Agut   | Roberto Bautista Agut   | 7           | 6           |  |  |                         | Roberto Bautista Agut   | 7                       | 4                       | 6             |   |   |                       |                       |              |              |              |  |
|  | Evgenij Korolëv         | Evgenij Korolëv         | Evgenij Korolëv         | 62          | 4           |  |  |                         |                         |                         |                         |               |   |   | Roberto Bautista Agut | Roberto Bautista Agut | 4            | 7            | 2            |  |
|  | Gerard Granollers Pujol | Gerard Granollers Pujol | Gerard Granollers Pujol | 7           | 6           |  |  |                         |                         | Gerard Granollers Pujol | Gerard Granollers Pujol | 6             | 6 | 6 |                       |                       |              |              |              |  |
|  | Thomas Fabbiano         | Thomas Fabbiano         | Thomas Fabbiano         | 6(1)        | 3           |  |  | Gerard Granollers Pujol | Gerard Granollers Pujol | 6                       | 3                       | 7             |   |   |                       |                       |              |              |              |  |
|  |                         | Pablo Carreño Busta     | 4                       | 6           | 6           |  |  | Pablo Carreño Busta     | Pablo Carreño Busta     | 0                       | 6                       | 6(1)          |   |   |                       |                       |              |              |              |  |
|  | 8                       | Jan Hernych             | 6                       | 3           | 4           |  |  |                         |                         |                         |                         |               |   |   |                       |                       |              |              |              |  |

### 3ª sezione
|  | Primo turno | Primo turno      | Primo turno      | Primo turno | Primo turno |  |  | Secondo turno | Secondo turno    | Secondo turno   | Secondo turno   | Secondo turno   |   |   | Ultimo turno | Ultimo turno | Ultimo turno | Ultimo turno | Ultimo turno |  |
|  |             |                  |                  |             |             |  |  |               |                  |                 |                 |                 |   |   |              |              |              |              |              |  |
|  | 3           | Conor Niland     | 6                | 3           | 6           |  |  |               |                  |                 |                 |                 |   |   |              |              |              |              |              |  |
|  |             | Iván Navarro     | 4                | 6           | 3           |  |  | 3             | Conor Niland     | 62              | 6               | 6               |   |   |              |              |              |              |              |  |
|  |             | Daniel Smethurst | 3                | 7           | 6           |  |  |               | Daniel Smethurst | 7               | 4               | 3               |   |   |              |              |              |              |              |  |
|  | WC          | Talal Ouahabi    | 6                | 67          | 3           |  |  |               |                  |                 |                 |                 |   |   | 3            | Conor Niland | Conor Niland | 2            | 0            |  |
|  | WC          | Yassine Idmbarek | Yassine Idmbarek | 1           | 0           |  |  |               |                  |                 | Andrej Kuznecov | Andrej Kuznecov | 6 | 6 |              |              |              |              |              |  |
|  |             | Andrej Kuznecov  | Andrej Kuznecov  | 6           | 6           |  |  |               | Andrej Kuznecov  | Andrej Kuznecov | 6               | 6               |   |   |              |              |              |              |              |  |
|  | WC          | Hicham Khaddari  | Hicham Khaddari  | 5           | 4           |  |  | 5             | Vincent Millot   | Vincent Millot  | 4               | 2               |   |   |              |              |              |              |              |  |
|  | 5           | Vincent Millot   | Vincent Millot   | 7           | 6           |  |  |               |                  |                 |                 |                 |   |   |              |              |              |              |              |  |

### 4ª sezione
|  | Primo turno    | Primo turno             | Primo turno             | Primo turno | Primo turno |  |  | Secondo turno | Secondo turno           | Secondo turno  | Secondo turno  | Secondo turno  |   |   | Ultimo turno     | Ultimo turno     | Ultimo turno     | Ultimo turno | Ultimo turno |  |
|  |                |                         |                         |             |             |  |  |               |                         |                |                |                |   |   |                  |                  |                  |              |              |  |
|  | 4              | Daniel Muñoz de la Nava | Daniel Muñoz de la Nava | 6           | 6           |  |  |               |                         |                |                |                |   |   |                  |                  |                  |              |              |  |
|  |                | Lamine Ouahab           | Lamine Ouahab           | 0           | 3           |  |  | 4             | Daniel Muñoz de la Nava | 6              | 3              | 2              |   |   |                  |                  |                  |              |              |  |
|  |                | Nicolas Devilder        | Nicolas Devilder        | 6           | 6           |  |  |               | Nicolas Devilder        | 4              | 6              | 6              |   |   |                  |                  |                  |              |              |  |
|  | WC             | Anas Fattar             | Anas Fattar             | 3           | 3           |  |  |               |                         |                |                |                |   |   | Nicolas Devilder | Nicolas Devilder | Nicolas Devilder | 6            | 7            |  |
|  | Malek Jaziri   | Malek Jaziri            | 4                       | 6           | 1           |  |  |               |                         | Alexander Peya | Alexander Peya | Alexander Peya | 2 | 5 |                  |                  |                  |              |              |  |
|  | Alexander Peya | Alexander Peya          | 6                       | 0           | 6           |  |  |               | Alexander Peya          | 7              | 0              | 6              |   |   |                  |                  |                  |              |              |  |
|  |                | Jan Mertl               | Jan Mertl               | 2           | 62          |  |  | 7             | Peter Luczak            | 67             | 6              | 2              |   |   |                  |                  |                  |              |              |  |
|  | 7              | Peter Luczak            | Peter Luczak            | 6           | 7           |  |  |               |                         |                |                |                |   |   |                  |                  |                  |              |              |  |